# Äspö socken
Äspö socken i Skåne ingick i Vemmenhögs härad, uppgick 1967 i Trelleborgs stad och området ingår sedan 1971 i Trelleborgs kommun och motsvarar från 2016 Äspö distrikt.
Socknens areal är 4,60 kvadratkilometer varav 4,59 land. År 2000 fanns här 136 invånare. Kyrkbyn Äspö med sockenkyrkan Äspö kyrka ligger i socknen. 

## Administrativ historik
Socknen har medeltida ursprung. 
Vid kommunreformen 1862 övergick socknens ansvar för de kyrkliga frågorna till Äspö församling och för de borgerliga frågorna bildades Äspö landskommun. Landskommunen uppgick 1952 i Klagstorps landskommun som uppgick 1967 i Trelleborgs stad som ombildades 1971 till Trelleborgs kommun. Församlingen uppgick 2002 i Källstorps församling.
1 januari 2016 inrättades distriktet Äspö, med samma omfattning som församlingen hade 1999/2000. 
Socknen har tillhört län, fögderier, tingslag och domsagor enligt vad som beskrivs i artikeln Vemmenhögs härad. De indelta soldaterna tillhörde Södra skånska infanteriregementet, Vemmenhögs kompani och Skånska dragonregementet, Vemmenhögs skvadron.

## Geografi
Äspö socken ligger öster om Trelleborg med en liten landremsa vid Östersjökusten. Socknen är en odlad slättbygd på Söderslätt.

## Fornlämningar
Från stenåldern är boplatser, en gånggrift och två dösar funna. Från bronsåldern är en gravhög. 

## Namnet
Namnet skrevs 1388 Espe och kommer från kyrkbyn. Namnet innehåller aspe, 'aspbestånd'.